# Mikhail Rosheuvel
Mikhail Rosheuvel (Amsterdam, 10 agosto 1990) è un calciatore olandese, attaccante del Gençler Birliği.

## Palmarès

### Club

#### Competizioni nazionali
- Coppa dei Paesi Bassi: 1

AZ Alkmaar: 2012-2013